# Pang Wei
Pang Wei (chiń. upr. 庞伟; chiń. trad. 龐偉; pinyin Páng Wěi; ur. 19 lipca 1986 r. w Baoding) – chiński strzelec sportowy specjalizujący się w konkurencjach w strzelaniu z pistoletu, mistrz olimpijski, mistrz świata.

## Igrzyska olimpijskie
| Igrzyska | Miejscowość    | Konkurencja                 | Kwalifikacje | Kwalifikacje | Finał | Finał   |
| Igrzyska | Miejscowość    | Konkurencja                 | Wynik        | Pozycja      | Wynik | Pozycja |
| -------- | -------------- | --------------------------- | ------------ | ------------ | ----- | ------- |
| IO 2008  | Pekin          | Pistolet pneumatyczny, 10 m | 586          | 1. Q         | 688,2 | złoto   |
| IO 2012  | Londyn         | Pistolet pneumatyczny, 10 m | 586          | 2. Q         | 683,7 | 4.      |
| IO 2016  | Rio de Janeiro | Pistolet pneumatyczny, 10 m | 590          | 1. Q         | 180,4 | brąz    |
| IO 2016  | Rio de Janeiro | Pistolet dowolny, 50 m      | 565          | 2. Q         | 67,2  | 8.      |